# Everolimo
Everolímus (DCPt) ou everolimo (DCB), também conhecido pelo nome comercial Afinitor, é um medicamento com propriedades imunosupressoras e antiangiogénicas. A marca Afinitor está aprovada para o tratamento de cancro da mama do tipo HR+ e HER2-, para o tratamento de alguns tipos de cancro do pâncreas, cancro gastrointestinal e cancro do pulmão, para carcinoma de células renais (um tipo de cancro do rim) e para o astrocitoma subependimário de células gigantes. A marca Zortress está aprovada no tratamento da rejeição de transplante.

## Interações Medicamentosas
Fosamprenavir, saquinavir, atazanavir, ritonavir, amprenavir, nelfinavir, cetoconazol, posaconazol, voriconazol, fluconazol, itraconazol, eritromicina, verapamil, rifampicina, claritromicina, inibidores seletivos de p-glicoproteina.

## Eventos Adversos
- Cardiovasculares: hipertensão arterial sistêmica, edema periférico.
- Dermatológicos: acne, eczema, rash cutâneo.
- Endócrinos: dislipidemia, hipercolesterolemia, hipertrigliceridemia, hipoalbuminemia, hipofosfatemia, elevação do nível glicêmico.
- Gastrointestinais: constipação, inapetencia, diarreia, náusea, estomatite, vômito.
- Hematológicos: anemia, linfopenia, trombocitopenia.
- Hepáticos: aumento dos níveis de fosfatase alcalina, TGO, TGP.